# Bílé Labe
Bílé Labe är ett vattendrag i Tjeckien.   Det ligger i regionen Hradec Králové, i den norra delen av landet, 110 km nordost om huvudstaden Prag.